# Une belle course
Pour plus de détails, voir Fiche technique et Distribution.
Une belle course est un film français réalisé par Christian Carion sorti en 2022.
Il fut présenté en ouverture du festival du film francophone d'Angoulême 2022, puis au festival international du film de Toronto 2022, ainsi qu'au 41e festival du cinéma international en Abitibi-Témiscamingue de 2022.

## Synopsis
Madeleine, une dame âgée de 92 ans vivant à Bry-sur-Marne, va désormais vivre en maison de retraite à Courbevoie. Pour s'y rendre, elle appelle un taxi. C'est Charles, un chauffeur désabusé, qui prend la course. Madeleine lui fait alors une demande singulière : avant d'aller à la maison de retraite, elle désire revoir une dernière fois les lieux ayant compté dans sa vie. En arpentant les rues de Paris, Charles va ainsi découvrir le passé bouleversant de la nonagénaire.

## Fiche technique
Sauf indication contraire, les informations mentionnées dans cette section peuvent être confirmées par la base de données cinématographiques IMDb,  présente dans la section « Liens externes ».
- Titre original : Une belle course
- Titre international anglophone : Driving Madeleine
- Réalisation : Christian Carion
- Scénario : Cyril Gély et Christian Carion
- Musique : Philippe Rombi
- Décors : Chloé Cambournac
- Costumes : Agnès Noden
- Photographie : Pierre Cottereau
- Montage : Loïc Lallemand
- Production : Christian Carion et Laure Irrmann

Coproducteurs : Laurent Bruneteau et Thomas Bruxelle
Producteur associé : Marie de Cenival
- Sociétés de production : Une Hirondelle Productions, TF1 Films Production, Bright Lights Films et Kobayashi Communication
- Société de distribution : Pathé Distribution (France)
- Budget : 7,94 millions d'euros[1]
- Pays de production :  France
- Langue originale : français
- Format : couleur
- Genre : comédie dramatique, road movie
- Durée : 90 minutes
- Dates de sortie[2] :
  - France : août 2022 (festival d'Angoulême - film d'ouverture[3])
  - Canada : septembre 2022 (festival de Toronto)
  - France : 21 septembre 2022
  - États-Unis : 12 janvier 2024 (distribution par Cohen Media Group)

## Distribution
Sauf indication contraire, les informations mentionnées dans cette section peuvent être confirmées par la base de données cinématographiques IMDb,  présente dans la section « Liens externes ».
- Line Renaud : Madeleine Keller
- Dany Boon : Charles Hauffman
- Alice Isaaz : Madeleine, jeune
- Jérémie Laheurte : Raymond Haguenot, le mari de Madeleine
- Gwendoline Hamon : Denise, la mère de Madeleine
- Julie Delarme : Karine
- Hadriel Roure : Mathieu, jeune
- Thomas Alden : Mathieu, le fils de Madeleine
- Christophe Rossignon : le président du tribunal
- Elie Kaempfen : Matt
- Jacques Courtès : Daniel
- Carl Laforêt : l'automobiliste impatient

## Production

### Attribution des rôles
Le scénario ne fut pas spécifiquement élaboré pour le duo Line Renaud et Dany Boon, amis de longue date. Toutefois, lors de l'écriture, Christian Carion déclare que Line fut envisagée assez rapidement. Cette dernière avait rencontré le réalisateur, 10 ans plus tôt, lors de la présentation d'un précédent long-métrage, Joyeux Noël, qu'elle avait adoré. Elle avait émis le souhait de jouer dans un de ses futurs films. L'occasion se présenta avec Une belle course. C'est plus tard dans le processus créatif, que Dany Boon, également coproducteur, se manifesta pour le rôle,.

### Tournage
Le tournage débute en mai 2021. Il se déroule notamment à Saint-Maur-des-Fossés dans le Val-de-Marne, ou à la La Plaine Saint-Denis. Les prises de vues s'achèvent début juillet 2021.
Lors d'une interview, le réalisateur confie ses secrets quant à la réalisation des séquences dans les rues parisiennes. « Rouler et tourner dans Paris, c'est très compliqué », confie-t-il, écartant très vite la possibilité de filmer le duo Renaud-Boon directement. Il explique que rouler dans les rues de la capitale est devenu de plus en plus complexe et qu'il n'était pas envisageable de faire tourner et retourner Line Renaud dans des rues régulièrement embouteillées. C'est le chef opérateur, Pierre Cottereau, qui soumet l'idée de travailler avec des écrans LCD 4K immersifs. Idée essayée pour sa part lors d'un précédent projet pour Canal +.

« En gros, autrefois, on mettait un écran derrière la voiture et on y projetait des paysages ou une route pendant qu'on tournait. J’ai énormément d’admiration pour ce dispositif que Claude Sautet par exemple, chez nous, a beaucoup utilisé pour ses scènes de voiture… [...] aujourd’hui il y a les fonds verts mais cela empêche les acteurs de visualiser ce qui se passe autour d’eux. Tout est fait ensuite en post-production donc l’interaction est impossible… »

Les deux protagonistes ont alors tourné dans une voiture à l'arrêt, les scènes de déplacements, immergés dans l'ambiance par des panneaux de 4 mètres sur 3 en ultra-HD. Les prises de vues, élaborées sur plusieurs semaines, furent capturées grâce à plusieurs caméras disposées sur un camion plateforme : « cela concerne même le ciel car nous avions un autre écran, celui-là face au véhicule, qui nous ramenait de la lumière sur le pare-brise et ramenait de la vie à l'intérieur de l’habitacle… ». Le film est donc l'un des premiers à utiliser de manière aussi intensive cette technologie pour un long-métrage de cinéma. Quelques scènes ont tout de même été tournées en direct dans la capitale.

## Accueil

### Prix et récompenses
- Line Renaud - Prix d'interprétation au Festival international du film de Pékin 2023[11]
- Nommé pour le prix du meilleur film étranger de la Japan academy film price du Japon en 2024[12]

### Critique
En France, le site Allociné donne une moyenne de 3,1⁄5 après avoir recensé 16 critiques de presse.
Les critiques sont globalement positives à l'égard de la comédie dramatique mettant en scène Dany Boon et Line Renaud. Pour Le Parisien - parmi les critiques les plus positives -, ces deux derniers « forment un duo attachant que tout oppose au départ dans ce film (...). Une belle réussite. ».
Le critique du site Ecran Large est plus partagée. Dany Boon fait « la démonstration de son talent d'acteur et convainc sans effort dans ce rôle pas drôle », selon le critique, au contraire de Line Renaud. Le critique aborde également les scènes de sévices, considérant que leur « crudité est d'autant plus accablante que ces scènes s'insèrent insidieusement dans le cadre d'un récit qui se veut doux et inoffensif ». Le critique résume son propos de la sorte : « quelquefois percutant comme un Stallone, la plupart du temps profond comme du Sean Penn et toujours laid comme les faux cheveux de PPDA, Une belle course aurait pu être meilleur que le tout venant, mais n'est qu'un de plus parmi d'autres, qui fait rimer amour avec toujours. ».
La Voix du Nord parle d'une « étonnante prestation de Dany Boon, dans un registre inhabituel [et d'une] incarnation testamentaire de Line Renaud. ». Le Journal du Dimanche estime le film assez moyen, mais avec des surprises : « le scénario de cette comédie dramatique est sans surprise, les flash-backs lourdauds et la mise en scène sans éclat, mais l’ensemble fonctionne pourtant joliment par la grâce de son duo embarqué [...]. ».
Pour La Croix, le récit est « cousu de fil blanc, narrant la relation que nouent un chauffeur de taxi et une dame âgée en route pour une maison de retraite, vaut surtout pour ses deux principaux acteurs, Line Renaud et Dany Boon. ». Pour L'Obs, « certes, on a plaisir à retrouver Line Renaud, charmante nonagénaire qui raconte une vie difficile. Mais ce scénario convenu piétine, et le film aussi. Pour inconditionnels du mélo, exclusivement. ».
Aux États-Unis, où le film sort en janvier 2024, les critiques sont très positives: sur le site Rotten Tomatoes, agglomérat des critiques professionnelles, le film obtient un score de 94 %, et 93 % de la part des avis de téléspectateurs. Le consensus des critiques établit que « nourri par la brillante alchimie entre Line Renaud et Dany Boon, le film est un doux drame sentimental qui prend au cœur ». Selon Glenn Kenny, le film « est plus qu'un voyage sentimental […], revient sur des événements phares comme Mai 68 et la Guerre du Vietnam sans lourdeur […] et offre un bilan apte et satisfaisant ».

### Box-office
Pour son premier jour d'exploitation, Une belle course réalise 25 815 entrées, dont 9 759 en avant-première, pour 531 copies. Ce chiffre lui permet de prétendre à la seconde place du box-office des nouveautés, derrière Avatar (39 866) en reprise et devant Les Enfants des autres (20 334). Au bout d'une semaine d'exploitation, le long-métrage réalise 180 034 entrées pour une seconde place au box-office, derrière la seconde exploitation d'Avatar (335 359) et devant la nouveauté Don't Worry Darling (151 272).
Avec 117 217 entrées supplémentaires, Une belle course perd trois places pour arriver cinquième du box-office français, derrière la palme d'or Sans filtre (179 786) et devant la nouveauté The Woman King (100 875). En semaine 3, le film se classe huitième avec 70 283 entrées supplémentaires, derrière The Woman King (81 836) et devant Les Enfants des autres (66 516).
| Pays ou région    | Box-office        | Date d'arrêt du box-office | Nombre de semaines |
| ----------------- | ----------------- | -------------------------- | ------------------ |
| France            | 459 792 entrées   | 8 novembre 2022            | 7                  |
| Allemagne         | 212 637 entrées   |                            | 7                  |
| Danemark          | 160 000 entrées   |                            | 7                  |
| Monde hors France | 840 940 entrées   |                            | 7                  |
| Total mondial     | 1 300 732 entrées | -                          | -                  |

Diffusé pour la première fois en clair à la télévision française le 3 août 2025 sur TF1, le film rassemble 3 290 000 téléspectateurs, soit 21,2 % du public.